# Crucescharellina decussis
Crucescharellina decussis är en mossdjursart som först beskrevs av Ferdinand Canu och Ray Smith Bassler 1929.  Crucescharellina decussis ingår i släktet Crucescharellina och familjen Biporidae. Inga underarter finns listade i Catalogue of Life.